# Rajd Bosforu 2010
Rajd Bosforu 2010 (39. Bosphorus Rally) – 39 edycja rajdu samochodowego Rajd Bosforu rozgrywanego we Turcji. Rozgrywany był od 23 do 27 lipca 2010 roku. Była to piąta runda Rajdowych Mistrzostw Europy w roku 2010 oraz piąta runda Rajdowych Mistrzostw Turcji. Składał się z 16 odcinków specjalnych.

## Klasyfikacja rajdu
| Miejsce | Miejsce | Miejsce | Kierowca       | Pilot                 | Samochód                  | Czas      | Strata   |
| Gen.    | TUR     | ERC     | Kierowca       | Pilot                 | Samochód                  | Czas      | Strata   |
| ------- | ------- | ------- | -------------- | --------------------- | ------------------------- | --------- | -------- |
| 1.      |         | 1.      | Luca Rossetti  | Matteo Chiarcossi     | Abarth Grande Punto S2000 | 2:32:45.0 | 0.0      |
| 2.      | 1.      |         | Yagiz Avci     | Bahadir Gücenmez      | Ford Fiesta S2000         | 2:33:45.7 | +1:00.7  |
| 3.      | 2.      |         | Serkan Yazici  | Kaan Özsenler         | Abarth Grande Punto S2000 | 2:36:16.5 | +3:31.5  |
| 4.      | 3.      |         | Ercan Kazaz    | Serdar Kurbanzade     | Mitsubishi Lancer Evo IX  | 2:39:04.2 | +6:19.2  |
| 5.      | 4       |         | Burak Cukurova | Aykan Alakoc          | Peugeot 207 S2000         | 2:39:08.9 | +6:23.9  |
| 6.      | 5.      |         | Serhat Öztemir | Ünal Tezel            | Mitsubishi Lancer Evo IX  | 2:39:39.9 | +6:54.9  |
| 7.      |         | 2.      | Szymon Ruta    | Sebastian Rozwadowski | Peugeot 207 S2000         | 2:41:59.7 | +9:14.7  |
| 8.      | 6.      |         | Cenk Ceyisakar | Emre Durmaz           | Mitsubishi Lancer Evo IX  | 2:46:07.6 | +13:22.6 |
| 9.      | 7.      |         | Menderes Okur  | Aras Dinçer           | Mitsubishi Lancer Evo IX  | 2:46:25.9 | +13:40.9 |
| 10.     | 8.      |         | Emre Yurdakul  | Burak Erdener         | Ford Fiesta R2            | 2:48:42.1 | +15:57.1 |